# 欧鲍罗克
欧鲍罗克，是匈牙利费耶尔州所辖的一个村。总面积19.26平方公里，总人口771，人口密度40.0人/平方公里（2011年1月1日）。